# Acuerdo de Agadir
El Acuerdo de Agadir para el establecimiento de una zona de libre comercio entre las naciones árabes del mediterráneo fue firmado en Rabat, Marruecos el 25 de febrero de 2004. El acuerdo se encamina a establecer una zona de libre comercio entre Jordania, Túnez, Egipto, Marruecos y posteriormente Líbano y  Palestina (2016). Se contemplaba como un posible primer paso en el establecimiento de la Zona Euromediterránea de Libre Comercio como se vislumbró en el Proceso de Barcelona. Todos los miembros del Acuerdo de Agadir han ingresado en la más grande área de comercio libre árabe, que de hecho supera el acuerdo de Agadir.[cita requerida]